# Больцано-Новарезе
Больцано-Новарезе (итал. Bolzano Novarese, пьем. Bolsan) — коммуна в Италии, располагается в регионе Пьемонт, в провинции Новара.
Население составляет 1040 человек (2008 г.), плотность населения составляет 347 чел./км². Занимает площадь 3 км². Почтовый индекс — 28010. Телефонный код — 0322.
Покровителем коммуны почитается святой Иоанн Креститель, празднование 24 июня.

## Демография
Динамика населения:

## Администрация коммуны
- Официальный сайт: http://www.comune.bolzanonovarese.no.it